# Ommatius fulvimanus
Ommatius fulvimanus là một loài ruồi trong họ Asilidae. Ommatius fulvimanus được Wulp miêu tả năm 1872. Loài này phân bố ở miền Ấn Độ - Mã Lai và miền Australasia.